# 김영달 (역사가)
김영달(金永達, 1948년 10월 7일~ 2000년)은 일본의 역사가이자, 인권 운동가이다.

## 생애
1948년에 한국인 부모 사이에서 태어난 그는 1970년에 일본 국적을 취득한 뒤 학자 및 교수로 활동하는 동시에 북한이탈주민을 대상으로 한 인권 운동을 펼쳤다.